# Valentine Merelli
Valentine Merelli est le nom de scène de Valentine Marie Darbour, née le 12 novembre 1876 à Sedan et probablement morte le 15 septembre 1954 à Marseille, actrice de théâtre et de café concert et demi-mondaine française du début du XXe siècle.
En 1905, elle est mise en cause, puis acquittée dans l'affaire Galley, lequel avait dérobé une énorme somme d’argent à la banque où il travaillait.

## Biographie

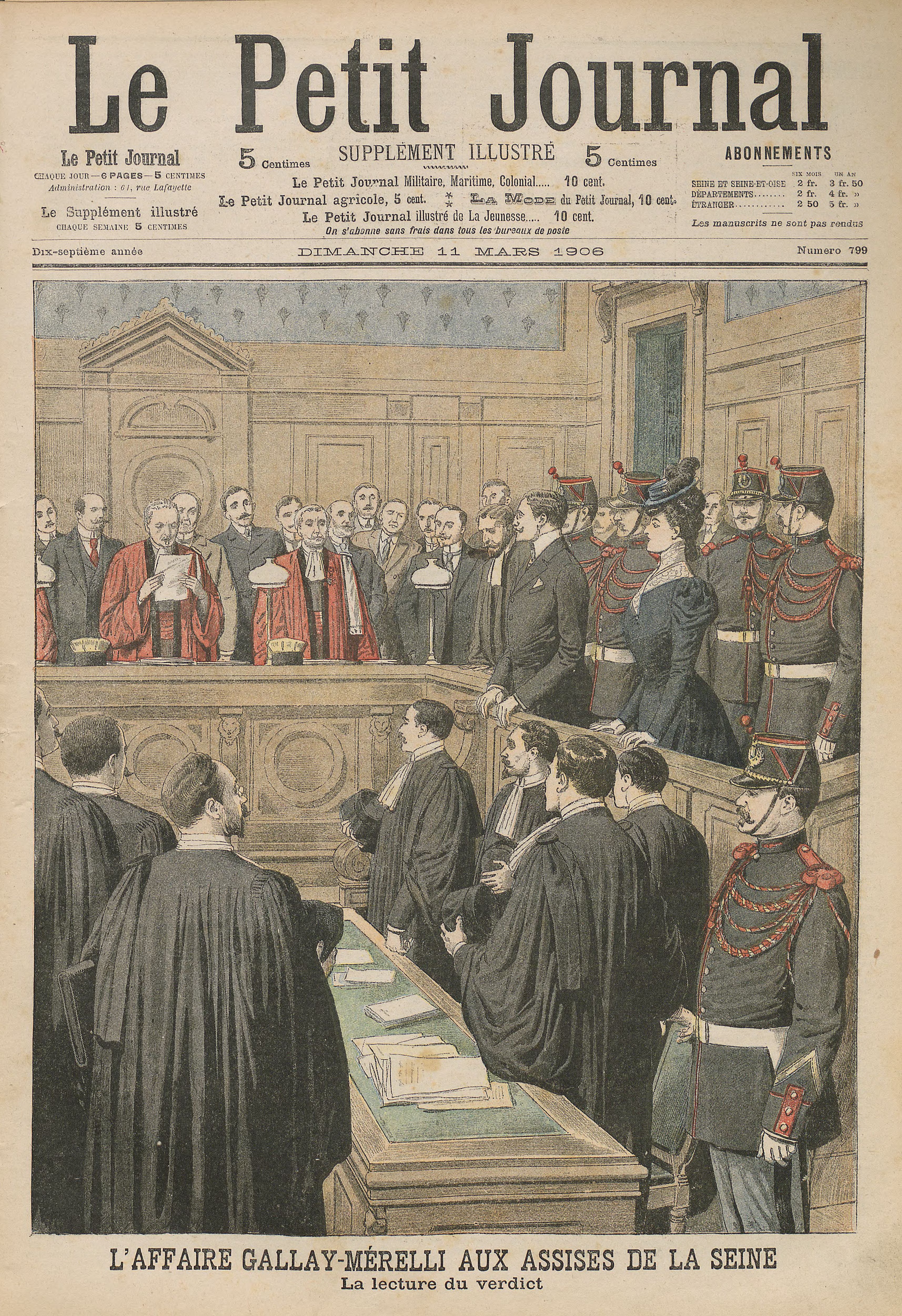
Le Petit Journal, 11 mars 1906.

Valentine Darbour est née à Sedan en 1876. Elle est la fille de Joseph Alfred Darbour, peintre en bâtiment et d'Adèle Charlotte Poirier. Elle est la sœur de Gaston Darbour. De dix à dix-sept ans, elle est en pension au couvent des sœurs de l’Assomption, puis elle entre comme institutrice dans une famille. Elle sert de modèle à son frère pour illustrer le livre de Paul Adam L'Année de Clarisse,. Le 25 février 1896, elle épouse, à Sedan, un imprimeur d'art, Camille Sohet, qui l'amène à Paris, 60 boulevard de Clichy, en 1898.
Elle écrit dans le journal La Fronde, en 1899, sous deux pseudonymes, « Paméla, » et « Stick ». Puis elle veut se mettre au théâtre et joue successivement sous les noms de Dorr, Floria Doire, Andrée Floria, Andrée Floridor ou Florador et Merelli. Elle reçoit des leçons de Madeleine Guitty. Elle joue avec elle au Grand-Guignol, une pièce intitulée À Saint-Lazare, de et avec Régine Martial et Camille Clermont. Elle paraît à l'Athénée et aux Mathurins.
Elle crée Le Rêve de Mme X, du compositeur Frédéric Toulmouche, au théâtre de la Tour-Eiffel que dirige Francis Robin. Elle prend, pour la circonstance, des leçons de l'acteur Félix Puget. Elle passe ensuite à la Robinière et paraît à l'Automobile-Club.
Elle se sépare de son mari pour « incompatibilité d'humeur », début 1902. Elle fréquente une maison de rendez vous, rue Pasquier et se lie successivement avec un médecin puis avec un riche chilien qui l'emmène au Brésil. De retour à Paris, elle recherche un homme riche pour la soutenir et rencontre Jean Gallay, sous le nom de baron de Guerche, chez Milady, une « logeuse » de la rue de Châteaudun. Il l'installe dans un appartement, 10 rue Gustave-Flaubert. Pour financer leur grand train de vie, il détourne des sommes toujours plus importantes du Comptoir national d’escompte de Paris.
Le 1er août 1905, elle s’enfuit avec Galley et Mary Audo, sa femme de chambre, au Brésil, à bord du yacht à vapeur britannique Catarina. Ils sont arrêtés à Bahia, le 24 août, et sont extradés vers la France. Elle est incarcérée à la prison Saint-Lazare. Inculpée de complicité dans l'usage de deux faux fabriqués par Gallay, elle est déférée aux assises de la Seine où elle est défendue par l'avocat André Hesse. Valentine Merelli, considérée comme ayant suivi Gallay de bonne foi et sans avoir pris part à ses escroqueries, est acquittée en février 1906,,,.
En mars 1906, elle écrit et publie un roman autobiographique, Merelia, et est engagée par Mme Varlet à la Gaité-Rochechouart,.
En 1907, elle gagne un procès contre Fabrice Delphi qui s'est inspiré de sa vie dans le roman, Ciel de Coulisse, paru dans Le Supplément,. Elle monte avec le dompteur Georges Marck un numéro de cirque, Le Boudoir des fauves, où elle entre dans la cage aux lions, aux Folies-Bergère,,.
Elle épouse en secondes noces le député Raphaël Perrissoud, le 1er septembre 1914, à Neuilly-sur-Seine.
En octobre 1956, son urne funéraire est transférée au cimetière du Père-Lachaise (65e division). Le registre d'inhumation indique : « Perissoud née Darbou Valentine, Marie [...] V[enan]t [du] columbarium de Marseille (B. d. R.) + 15.9.[19]54 Urne ». Raphaël Perrissoud, qui s'était remarié en 1955, est mort en avril 1956.

## Carrière au théâtre

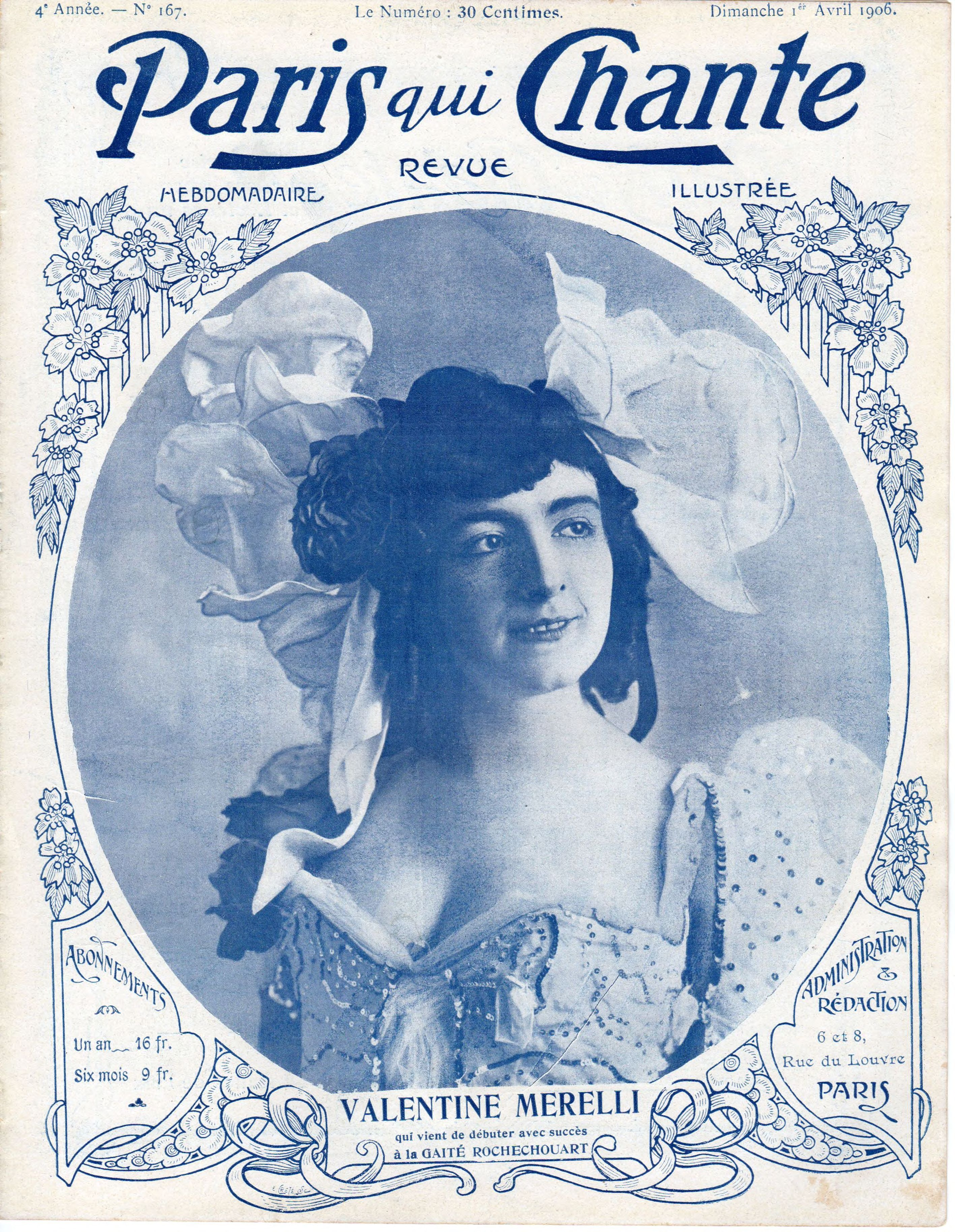
Valentine Merelli, à la Gaité-Rochechouart.

- 1900 : À Saint-Lazare, de Régine Martial en collaboration avec Camille Clermont, au Grand-Guignol, 9 juin, une prisonnière[25],[26],[27],[28].
- 1900 : Les Demi-vierges, de Marcel Prévost, à l'Athénée, 29 septembre.
- 1901 : Le Rêve de Mme X, opérette de Georges Montignac, Louis de Lagarde et Frédéric Toulmouche, à la Robinière, au théâtre de la tour Eiffel[29].

- 1901 : Machin d'bois, fantaisie musical de de Lagarde, aux Bouffes-Parisiens, 20 novembre[30],[31].
- 1903 : La Revue à l'Humbert, de Georges Floréal, à la Robinière[32].

- 1901 : On n'est pas de bois, fantaisie en un acte de de Lagarde, aux Mathurins, 11 décembre[33].

- 1906 : Au Revoir et merci !!!, revue d'Henry de Gorsse et Georges Nanteuil, à la Gaité-Rochechouart, 26 mars[34].

- 1906 : Le Premier mari de France, d’Albin Valabrègue, à Bruxelles, aux théâtre des Variétés d'Anvers, puis Kursaal de Lille, rôle de Clémentine[35],[36].
- 1907 : Le Juif errant, d'Eugène Sue, au théâtre municipal d'Arcachon[37].

### Comme autrice
- 1909 : La Logique du cœur ! au Little-Palace[38],[39],[40],[41], avec Jane Lory;  puis au théâtre Montparnasse[42].